# Vescomtat de Bearn
El vescomtat de Bearn fou una jurisdicció feudal de Gascunya, que abraçava inicialment el Bearn, sense l'Auloron.

## Origen del vescomtat

bandera del comtat de Bearn

El 812 Ximin o Ximenis, germà del duc de Gascunya Sanç que reconeixia la sobirania carolíngia, es va revoltar i va prendre el poder a part del ducat. El va succeir el 816 el seu fill o nebot Garsimir (bé fill de Ximin o de son germà Cèntul) que va governar tres anys. Finalment el 819 Llop, fill de Cèntul, germà o cosí doncs de Garsimir, va ser reconegut pel rei francès Lluís I de França el Piadós i pel seu fill Pipí I d'Aquitània, com a sobirà a les terres de Bigorra i Bearn.
Llop va morir poc després i deixà tres fills:
- l'infant Donat I Llop que rebé Bigorra amb títol comtal i que es casà amb Fequilena, una princesa d'Aquitania,
- l'infant Cèntul I Llop que va rebre el Bearn amb títol vescomtal,
- l'infanta Sança de Bearn, que es casà amb el comte de Castella Roderic.

## La primera dinastia
Cèntul Llop va morir almenys el 866 i el va succeir el seu fill Llop I, mort vers el 905. El seu fill Cèntul II fou vescomte i senyor de la vall de Tena (905-940) que va combatre contra els musulmans a Navarra; el va succeir el seu fill Gastó I (940-984) un germà del qual fou assassinat a la capital Morlàs; el fill de Gastó, Cèntul III el vell va derrotar els normands; va morir el 1004 i el va succeir el seu fill Gastó II; el seu fill Cèntul IV el jove es va casar amb Àngela, vescomtessa hereva d'Oloron, que així va quedar unit a Bearn; va morir assassinat. El seu fill Gastó III el va succeir i l'altra fill Oriol fou senyor de Clarac es va casar amb Adelaida de Lomanha, vescomtessa de Brulhès. El fill Cèntul V es va casar primer amb sa cosina Guisla, i després el Papa li va fer trencar l'enllaç i es va casar amb Beatriu, comtessa hereva de Bigorra i en compensació els ducs d'Aquitània el van rellevar de les seves obligacions de vassallatge feudal i li van donar el dret feudal al vescomtat de Dacs i el vescomtat d'Orte (amb Salies); va morir prop del 1090 assassinat a Aragó. El fill Gastó IV el croat va rebre Bearn, Oloron i els drets feudals sobre els vescomtats de Dacs i d'Orte i son germà Cèntul va rebre el comtat de Bigorra. Gastó es va casar amb Talesa o Teresa, hereva vescomtessa de Montaner i va incorporar així aquest territori; va donar Fors reconeixent els privilegis i els costums i va fer la croada el 1095, però va morir combatent a Saragossa el 1131; va tenir dos fills: Guiscarda casada amb Pere II de Gabardà i Brulhès i Cèntul VI. Aquest va rebre l'herència però va morir el 1134 combatent a Fraga, sense fills, i la successió va recaure en sa germana, que el 1147 va renunciar en favor del seu fill Pere III de Gabardà i Brulhès.

## Dinastia de Gabardà
Pere III de Gabardà i Brulhès estava casat amb Matel·la de Baus, cosina del comte de Barcelona i això va permetre l'entrada d'influència catalana. A la seva mort el 1153 el va succeir el seu fill Gastó V sota tutela del seu oncle Ramon Berenguer IV de Barcelona que va durar fins al 1165, ja sota la minoria d'Alfons el Cast, en què Gastó va arribar a la majoria d'edat i es va casar amb Sancia, filla del rei de Navarra, amb la que no va tenir fills, morint el 1170. La successió va recaure en sa germana Maria a la que el rei de Catalunya-Aragó va arreglar l'enllaç amb el que esdevindria Guillem I de Montcada i de Bearn, de la dinastia catalana dels Montcada.

## La dinastia catalana de Montcada

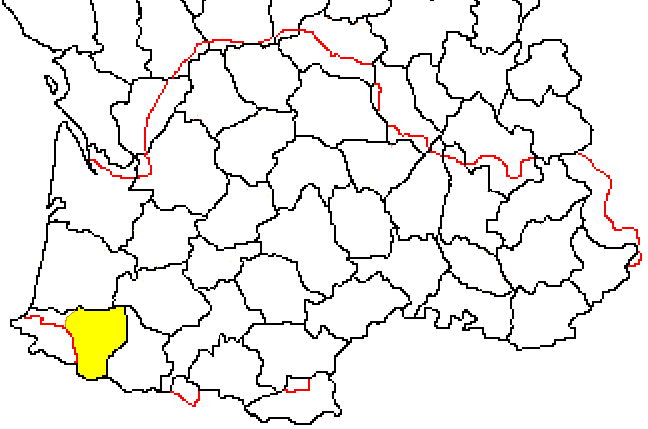
Mapa del territori de Bearn dins Occitània

Guillem I de Montcada i de Bearn, el dia de l'enllaç, es va reconèixer feudatari del comte de Barcelona, el que no va ser ben assumit pels senyors bearnesos i es va produir una revolta. Teobald, un senyor originari de Bigorra va morir en les lluites a Pau i Sentonge, un alvernès, va morir a Sarrance.
El 1173 el fill de Guillem I de Bearn, Gastó el Bo, era menor, i Pelegrí de Castillazuelo, senyor de Barbastre, en fou nomenat tutor. Als 16 anys es va reconèixer feudatari de Catalunya-Aragó i el 1196 es va casar amb Petronel·la de Bigorra comtessa de part de Bigorra i vescomtessa de Marsan, i neta del rei català. Va obligar el vescomte de Dacs a reconèixer la seva sobirania i va conquerir el vescomtat d'Orte i se'n va proclamar senyor feudal; favorable als càtars, fou excomunicat el 1213 però en fou perdonat l'any següent. Va morir sense fills i l'herència va passar a son germà bessó Guillem Ramon.
Guillem Ramon de Montcada I de Bearn es va casar el 1193 amb Guillema I de Castellvell, futura baronessa de Castellvell. El 1194 va matar l'arquebisbe de Tarragona. En assolir el vescomtat el 1215, era una altra persona i esdevingué un gran governant. Va donar els Furs generals i es va crear la cort major constituïda per dotze jurats que limitava el poder del vescomte. Els drets de Bigorra es van limitar perquè eren condicionats al fet que passessin a un fill mascle de son germà. Va morir a Oloron el 1223.
El seu fill Guillem II de Montcada, de Bearn, Oloron, Brulhès i Gabardà, estava empresonat pel rei de Catalunya-Aragó però fou alliberat el 1225. Es va casar amb Garsenda de Provença, filla d'Alfons II de Provença i de Garsenda de Forcalquier. Va morir a Portopí, durant la conquesta de Mallorca. Com que els seus fills eren menors, va assumir-ne la regència Garsenda, que era tia de la muller del rei de França Lluís IX el Sant, i es va decantar cap a França. El 1240, es va casar amb Mata de Marsan i va rebre així aquest vescomtat, però només va tenir filles que es van repartir l'herència: Margarida va rebre Bearn, Constança va rebre Marsan, Mata el Gabardà i Brulhès i Guillema els drets de Bigorra. Un segon matrimoni amb Margarida de Savoia-Faucigny no va deixar successió.

## Dinastia de Foix
Margarida es va casar amb Roger Bernat III de Foix, fill de Roger IV de Foix i de Brunissenda de Cardona i van tenir cinc fills: Brunissenda, Constança, Gastó VIII, Margarida i Mata. Gastó VIII el successor va morir amb 27 anys a Pontoise combatent al costat del rei Lluís X de França. La seva dona Joana d'Artois va assolir la regència del seu fill Gastó IX el piadós que el 1308 es va casar amb Elionor de Comenge. Va morir jove el 1343 i la dona, Elionor, va exercir la regència del fill Gastó X Febus. Aquest es va casar el 1349 amb Agnès de Navarra amb la que va tenir un fill dita Gastó que va morir el 1381 a mans del seu pare en un accés de ràbia. Va guanyar el 1362 la batalla de Launac als Armanyac. Gasto Febus va morir el 1391 i mitjançant un acord amb el rei de França els seus estats havien de passar a la corona però amb una indemnització el rei va consentir la successió a favor d'un cosí, Mateu de Castellbó. Gastó va deixar dos fills bastards, Ivain, que fou regent de Bearn del 1391 a la seva mort el 1393, i Gracià que fou duc de Medinaceli.

## Dinastia de Castellbò
Mateu, vescomte de Castellbò, era fill de Roger Bernat II de Castellbò i de Guerauda de Navailles. Es va casar el 1393 amb Joana d'Aragó, filla del rei de Catalunya-Aragó, però no va tenir fills i el va heretar sa germana Elisabet

## Dinastia de Grailly
Elisabet es va casar amb Arcambau senyor de Grailly i captal de Buch i el 1426 el seu fill gran Joan va recollir la successió; el 1404 es va casar amb Joana de Navarra la qual va morir sense tenir fills el 1414; es va tornar a casar el 1422 amb Joana d'Albret, morta el 1435, i per tercera vegada amb Joana d'Aragó. Va conquerir Lurdes als anglesos. El 1426 el rei de França li va donar el comtat de Bigorra.
A la mort de Joan la tutoria del seu fill Gastó XI fou assumida per Mateu de Comenge fins al 1448. Gastó XI es va casar amb Elionor de Navarra i va expulsar els anglesos d'una part de Gascunya, entrant a Tartas, Sent Sever i Dacs. El 1470 va reclamar la successió a Navarra que li fou reconeguda el 1471. Gastó va morir de camí a Navarra. La seva muller Elionor, reina de Navarra, va assumir la regència del seu net menor Francesc Febus, fill de Gastó que havia premort al seu pare. .

## Dinastia d'Albret
Francesc fou coronat rei de Navarra el 1481 però va morir emmetzinat el 1483. La successió va recaure en sa germana Caterina de Navarra que es va casar amb Joan d'Albret vescomte de Tartas el 1484, casament aprovat pels estats de Bearn i Marsan en una assemblea a Pau aquell any.
Caterina va deixar el govern el 1491 al seu espòs Joan d'Albret, coronat rei de Navarra el 1494. El 1512 el rei Ferran d'Aragó va ocupar la major part de Navarra. Va morir el 1516 i el va succeir el seu fill Enric II inicialment sota la tutela del seu avi Alan el gran d'Albret. Enric, que va estar a la batalla de Pavia (on fou fet presoner però es va poder escapar) es va casar el 1527 amb Margarida d'Angulema, germana del rei Francesc I de França, vídua del duc d'Alençon que li va aportar entre altres els territoris dels Armanyac que havia rebut el 1515. Margarida va afavorir la reforma religiosa. Enric era vescomte de Bearn, Oloron, Marsan, Llemotges i altres vescomtats i comte de Perigord, Bigorra i Dreux, a més de senyor d'Albret que era un domini molt important.
A la mort d'Enric II el va succeir la seva filla Joana d'Albret (1555) que havia estat casada amb el duc de Cleveris o Cleves, matrimoni que fou anul·lat pel Papa el 1545, i que el 1548 es va casar amb Antoni de Borbó, duc de Vendôme. Va afavorir la reforma religiosa i per contra el marit fou favorable als catòlics. Antoni va morir el 1562 al setge de Rouen. Joana li va sobreviure deu anys i el 1572 la va succeir el seu fill Enric III, casat aquell mateix any amb Margarida de Valois, cap dels protestants que es va proclamar rei de França el 1589 i el 1593 va canviar de bàndol i va poder entrar a Paris (pronunciant la cèlebre frase "Paris bé val una missa") el 1594; divorciat el 1599 es va casar amb Maria de Mèdici, filla del duc de Toscana i neboda del Papa. Fou assassinat a Paris el 1610 i el va succeir el seu fill Lluís (XIII de França). La regència de Bearn i altres estats va passar per designació del rei difunt a Caterina de Borbó casada amb Enric de Lorena fins que el 1620 un decret reial va establir l'annexió de Bearn, Bigorra i els seus annexes a la corona (20 d'octubre de 1620)

## Llista de vescomtes
- Cèntul I 819-866
- Llop I 866-905
- Cèntul II 905-940
- Gastó I 940-984
- Cèntul III 984-1004
- Gastó II 1004-1022
- Cèntul IV el Vell 1022-1058
- Gastó III (associat) 1027-1037
- Cèntul V el Jove 1058-1088
- Gastó IV de Bearn el croat 1088-1131
- Cèntul VI 1131-1134
- Guiscarda 1134-1147
- Pere III de Gabardà i Brulhès 1147-1154
- Gastó V de Bearn 1154-1170
- Maria de Bearn i Guillem I de Montcada i de Bearn (consort) 1170-1173
- Gastó VI de Bearn el Bo 1173-1215
- Guillem Ramon I de Montcada i de Bearn 1215-1223
- Guillem II de Montcada i de Bearn 1223-1229
- Gastó VII de Montcada i de Bearn 1228-1290
- Roger Bernat I (III de Foix) 1290-1302
- Gastó VIII (I de Foix) 1302-1316
- Gastó IX (II de Foix) el Piadós 1316-1343
- Gastó X (III de Foix) Febus 1343-1391
- Ivain (regent) 1391-1393
- Mateu de Castellbò 1393-1398
- Elisabet o Isabel 1398-1426
- Joan I 1426-1436
- Gastó XI (IV de Foix) 1436-1471
- Elionor 1471-1479
- Francesc Febus 1479-1483
- Caterina I de Navarra 1483-1484
- Joan II d'Albret 1494-1516
- Enric I (II d'Albret) 1516-1555 (II de Navarra)
- Joana d'Albret 1555-1572 (III de Navarra)
- Enric II (III de Navarra IV de França) 1572-1610
- Lluís I (XIII de França) 1610-1620
- annexió a la corona francesa 1620